# International Journal of Toxicology
Das International Journal of Toxicology, abgekürzt Int. J. Toxicol., ist eine wissenschaftliche Zeitschrift, die vom SAGE-Verlag veröffentlicht wird. Die erste Ausgabe erschien 1982. Derzeit werden sechs Ausgaben im Jahr veröffentlicht.
Die Zeitschrift beschäftigt sich mit allen Gebieten der Toxikologie, wie z. B. Risikobewertungen, neuen Testmethoden, Biomarkern und Mechanismen toxischer Wirkungen. Sie wird in Zusammenarbeit mit dem American College of Toxicology herausgegeben.
Der Impact Factor lag im Jahr 2018 bei 1,223. Nach der Statistik des ISI Web of Knowledge wird das Journal mit diesem Impact Factor in der Kategorie Toxikologie an 88. Stelle von 93 Zeitschriften und in der Kategorie Pharmakologie und Pharmazie an 231. Stelle von 267 Zeitschriften geführt.
Chefherausgeberin ist Mary Beth Genter (University of Cincinnati, Vereinigte Staaten von Amerika).